# Múzeumbuszok (Budapest)
A Múzeumok Éjszakája nevezetű kulturális programot Magyarországon 2003 óta rendezik meg évenként. Már az első alkalommal a Budapesti Közlekedési Zrt. különbuszokat indított, illetve a menetrend szerinti járatokat is igénybe lehetett venni a Múzeumok Éjszakája-belépővel. 2011-től a Budapesti Közlekedési Központ indítja a járatokat, melyeket csak a Múzeumok Éjszakája-karszalaggal lehet igénybe venni. 2018-tól újra érvényes a vonalakon az összes jegy és bérlet, míg a karszalaggal az utazás továbbra is ingyenes. A járatok általában délután 18 és hajnali 3 óra között járnak, és érintik a programban részt vevő múzeumokat, intézményeket és kiállítóhelyeket. A viszonylatokat 2025-ben a Budapesti Közlekedési Központ megrendelésére a Budapesti Közlekedési Zrt. és az ArrivaBus üzemelteti.

## Történetük
2004-ben 2 járat indult, az egyik 30 percenként járt hajnali 2 óráig a múzeumok között, a másik vonalon kisbusz szállította az utasokat a Batthyány tér és Óbuda között.
2005-ben a belvárosi, a budai és a Ludwig-járat a Deák térről, az óbudai járat pedig a Batthyány térről indult.
2006-ban, 2007-ben, 2008-ban és 2009-ben ugyanezek a buszok közlekedtek átlagosan 10 percenként.
2010-ben már 5 járat indult, a korábbi járatok mellett egy észak-pesti járatot is elindítottak, mely a Nyugati pályaudvartól a Hősök terén, az Andrássy úton és a Kossuth téren keresztül járt. Ezen kívül különjárat indult Szentendréről éjfélkor a Margit hídig.
2011-ben nem történt változás a járatok közlekedésében.
2012-ben a szentendrei járat is külön jelzést kapott, hatos számmal közlekedett változatlan paraméterekkel.
2013-ban nem történt változás a járatok közlekedésében.
2014-ben a szentendrei járat már nem közlekedett, a Ludwig járatot pedig átnevezték Törley járatra, de útvonala és megállói változatlanok maradtak. A másik négy járatnál nem történt változás.
2015-ben az Észak-pesti járat a Lehel utca / Róbert Károly körutat is érinti, a Törley járat a Budafoki út helyett a rakparton érte el a Szent Gellért teret, délen pedig meghosszabbították a Camponáig. Új járat indult 6-os jelzéssel, amely a Budavári járat elnevezést kapta. Az új járat a 16A busz vonalán közlekedett.
2016-ban MU7 jelzéssel új járat indult a Deák Ferenc tér és a Bajor Gizi Múzeum között, mely a Bajor Gizi-járat nevet kapta. A Törley járat a Szabadság híd lezárása miatt a Petőfi hídon közlekedett, ezért a Szent Gellért tér megállót kihagyta. A Dél-pesti járat a Szobránc köz megállóban már nem állt meg. I jelzéssel Ikarus 284-es nosztalgiajárat is közlekedett a Deák Ferenc tér és az Erzsébet királyné útja, aluljáró között, melyen nosztalgia-díjszabás volt érvényes.
2017-ben a MU7-es busz Várkert Bazár-járat néven, rövidebb útvonalon csak a Deák Ferenc tér és a Várkert Bazár között, sűrűbb menetrenddel közlekedett. A Bajor Gizi Múzeum a ritkább követési idejű MU2-es Budai járattal volt elérhető, mely az Attila út helyett tett egy kitérőt a Németvölgyi út felé. A járat új megállót is kapott a Báthory utca / Bajcsy-Zsilinszky útnál. A Dél-pesti járat a Városliget megkerülése nélkül járt, a Hősök tere, a Széchenyi fürdő, a Kós Károly sétány és a Közlekedési Múzeum helyett a Benczúr utcánál állt meg. A Törley-járat az Infopark és a Petőfi híd, budai hídfő helyett az Egyetemváros – A38 hajóállomásnál állt meg, továbbá érintette a Boráros teret és a Zsil utcát is.
2018-ban a MU1-es busz az Andrássy út helyett a Szondi utca és a Szinyei Merse utca érintésével közlekedett, illetve a Lehel utca helyett a Vágány utcánál állt meg. A MU2-es busz új megállót kapott a Déli pályaudvarnál és a Szent István Bazilikánál, viszont nem állt meg a Kiss János altábornagy utcánál és a Báthory utca / Bajcsy-Zsilinszky útnál. A MU3-as Dél-pesti járat a Hősök tere helyett a Reformáció parkot érintette és a Fiumei útnál tért vissza eredeti útvonalára. A MU4-es busz Budatétény helyett csak a Savoyai Jenő térig közlekedett. A díjszabásban is történt változás, a múzeumi karszalagok mellett a normál jegyekkel és bérletekkel is igénybe vehetőek a múzeumbuszok.
2019-ben a MU1-es busz újra érintette a Hősök terét, a Széchenyi István tér és a Kossuth Lajos tér között pedig a József Attila utca – Bajcsy-Zsilinszky út – Alkotmány utca terelt útvonalon járt. A MU3-as busz a Reformáció park helyett a Hősök tere érintésével közlekedett.
2020-ban a koronavírus-járvány miatt a Múzeumok Éjszakáját online formában rendezték meg, ezért a múzeumbuszok nem közlekedtek.
2021-ben részben újra rendeztek hagyományos formában programokat, de a buszokat nem indították el.
2022-ben újraindul mind a hét buszjárat, a legfőbb változás a Lánchíd lezárása miatt történik: a MU2-es és MU7-es buszok terelve, az Erzsébet hídon járnak, és megállnak a Várkert Bazárnál. A MU3-as busz a Népliget felé a Nagyvárad tér helyett a Kőbányai út / Könyves Kálmán körút érintésével közlekedik, illetve a Nefelejcs utca / Damjanich utca megállóhelynél is megáll. 2023-ban a MU2-es és a MU7-es buszok ismét a Lánchídon át közlekednek, korábbi útvonalukon; emellett a MU1-es busz a Markó utca helyett a Báthory utca / Bajcsy-Zsilinkszy útnál áll meg, továbbá a MU3-as a Nefelejcs utca / Damjanich utca érintése nélkül jár.
2024-ben a MU1-es útvonala kis mértékben módosult a Kossuth Lajos tér környékén, a MU2-es két többletmegállót (Tábor utca, Agárdi út) kapott, a MU3-as ismét érinti a Nefelejcs utca / Damjanich utca megállót, a MU4-es a belváros felé is érinti a Budafoki út / Dombóvári út megállót, a MU7-es pedig érinti a Tábor utca megállót is.
2025-ben a MU2-es és a MU7-es megáll a Halászbástyánál, a MU3-as és a MU4-es a Természettudományi Múzeum helyett a Semmelweis Klinikák metróállomást érinti, továbbá a MU4-es a Ludwig Múzeum helyett a Müpa – Nemzeti Színháznál áll meg. A MU5-ös a Záhony utca felé csak a Remetehegyi út után áll meg a Kolosy térnél.

## MU1 – Észak-pesti múzeumbusz
Útvonala
| Nyugati pályaudvar M vá. – Váci út – Lehel utca – Róbert Károly körút – Vágány utca – Dózsa György út – Andrássy út – József Attila utca – Széchenyi István tér – József Attila utca – Bajcsy-Zsilinszky út – Alkotmány utca – Honvéd utca – Báthory utca – Szemere utca – Kálmán Imre utca – Podmaniczky utca – Teréz körút – Váci út – Nyugati pályaudvar M vá. |

Megállóhelyei
Az átszállási kapcsolatok és a múzeumok listája a 2025-ös eseményen érvényesek.
| 0  | Nyugati pályaudvar M végállomás     | | |
| 5  | Vágány utca / Róbert Károly körút   | 1 20E, 30, 30A, 32, 105, 210B, 230 901, 914, 914A, 918                                                                    | - Kresz Géza Mentőmúzeum – Veteránbázis |
| 10 | Hősök tere M                        | 72, 75, 79 20E, 30, 30A, 105, 210B, 230, MU3 979, 979A                                                                    | - Kertész Imre Intézet - Magyar Mezőgazdasági Múzeum - Magyar Zene Háza - Műcsarnok - Néprajzi Múzeum - Pénzügyőr- és Adózástörténeti Múzeum - Szépművészeti Múzeum                    |
| 11 | Hősök tere M                        | 72, 75, 79 20E, 30, 30A, 105, 210B, 230, MU3 979, 979A                                                                    | - Kertész Imre Intézet - Magyar Mezőgazdasági Múzeum - Magyar Zene Háza - Műcsarnok - Néprajzi Múzeum - Pénzügyőr- és Adózástörténeti Múzeum - Szépművészeti Múzeum                    |
| 12 | Bajza utca M                        | 105, 210B, MU3 979, 979A                                                                                                  | - Hopp Ferenc Ázsiai Művészeti Múzeum - MKE – Epreskert - Pénzügyőr- és Adózástörténeti Múzeum - Postamúzeum - Ráth György-villa / Iparművészeti Múzeum - Walter Rózsi-villa (MÉM MDK) |
| 14 | Vörösmarty utca M                   | 73, 76 105, 210B, MU3 979, 979A                                                                                           | - Liszt Ferenc Emlékmúzeum és Kutatóközpont - Magyar Képzőművészeti Egyetem - Terror Háza Múzeum                                                                                       |
| 16 | Oktogon M                           | 4, 6 105, 210B, MU3 923, 934, 979, 979A                                                                                   | - Állambiztonsági Szolgálatok Történeti Levéltára - Bélyegmúzeum |
| 17 | Opera M                             | 70, 78 105, 210B, MU3 934, 979, 979A                                                                                      | - Mai Manó Ház - Vasvári Pál Utcai Zsinagóga |
| 18 | Bajcsy-Zsilinszky út M              | 9, 105, 210B, MU3 914, 914A, 931, 934, 950, 950A, 979, 979A                                                               | - Blinken OSA Archívum |
| 20 | Deák Ferenc tér M                   | 47, 48, 49 72 9, 100E, 105, 178, 210B, 216, MU2, MU3, MU4, MU7 909, 909A, 914, 914A, 931, 931A, 934, 950, 950A, 979, 979A | - Evangélikus Országos Múzeum - Földalatti Vasúti Múzeum - Mazsihisz – Magyar Zsidó Múzeum és Levéltár                                                                                 |
| 22 | Széchenyi István tér                | 2, 2B, 23 15, 105, 178, 210B, 216, MU2, MU7                                                                               | - MMKM Kossuth hajó |
| 29 | Kossuth Lajos tér M                 | 2, 2B, 23 70, 78 15 | - Országgyűlési Múzeum |
| 31 | Báthory utca / Bajcsy Zsilinszky út | 70, 72, 78 9 | - Fővárosi Törvényszék - Kresz Géza Mentőmúzeum - Neumann Társaság |
| 33 | Nyugati pályaudvar M végállomás     | 4, 6 72, 73 9, 26, 91, 191, 291, MU2, MU5 914, 914A, 923, 931, 934, 950, 950A Budapest–Nyugati                            | |

Csonkamenetek a viszonylaton
- Hősök tere M ► Nyugati pályaudvar M (3 indulás)

## MU2 – Budai múzeumbusz
Útvonala
| Deák Ferenc tér M vá. – Erzsébet tér – József Attila utca – Széchenyi István tér – Széchenyi lánchíd – Clark Ádám tér – Hunyadi János út – Dísz tér – Palota út – Dózsa György tér – Attila út – Alagút utca – Krisztina tér – Mészáros utca – Győző utca – Márvány utca – Királyhágó utca – Királyhágó tér – Németvölgyi út – Stromfeld Aurél út – Apor Vilmos tér – Böszörményi út – Nagyenyed utca – Alkotás utca – Krisztina körút – Vérmező út – Széna tér – Margit körút – Bem József utca – Tölgyfa utca – Margit körút – Margit híd – Szent István körút – Nyugati tér – Bajcsy-Zsilinszky út – Deák Ferenc tér – Erzsébet tér – Deák Ferenc tér M vá. |

Megállóhelyei
Az átszállási kapcsolatok és a múzeumok listája a 2025-ös eseményen érvényesek.
| 0  | Deák Ferenc tér M végállomás          | | - Evangélikus Országos Múzeum - Földalatti Vasúti Múzeum - Mazsihisz – Magyar Zsidó Múzeum és Levéltár                                           |
| 2  | Széchenyi István tér                  | 2, 2B, 23 15, 105, 178, 210B, 216, MU1, MU7 | - MMKM Kossuth hajó |
| 3  | Clark Ádám tér                        | 19, 41 16, 105, 178, 210B, 216, MU7 916, 990 | - Hagyományok Háza |
| 5  | Halászbástya (Schulek Frigyes lépcső) | 16, 216, MU7 916 | |
| 6  | Dísz tér                              | 16, 16A, 216, MU6, MU7 916 | - BTM Vármúzeum - Magyar Nemzeti Galéria - MNMKK Országos Széchényi Könyvtár - MNMKK SOM Arany Sas Patikamúzeum - Sziklakórház Atombunker Múzeum |
| 7  | Tábor utca                            | 16, 216, MU7 916 | - Sziklakórház Atombunker Múzeum |
| 9  | Palota út, gyorslift                  | 16, 216, MU7 916 | |
| 10 | Dózsa György tér                      | 56A 5, 16, 178, 216, MU7 916, 956 | |
| 15 | Királyhágó tér                        | 59, 59A 102, 105, 210B, 212 | |
| 16 | Agárdi út                             | 105 | - Méréstörténeti Gyűjtemény |
| 17 | Németvölgyi út                        | 102, 105, 112 | - Bajor Gizi Színészmúzeum |
| 23 | Déli pályaudvar M                     | 17, 56A, 59, 59A, 61 21, 39, 102, 139, 140, 221 Budapest–Déli                                                                                                  | |
| 25 | Széll Kálmán tér M                    | 17, 56A, 59, 59A, 61 4-6, 5, 16, 16A, 21, 22, 22A, 39, 91, 102, 128, 129, 139, 140, 149, 155, 156, 221, 222, MU6 916, 922, 922B, 956, 960, 990 Helyközi buszok | - Magyar Katonai Térképészet Szakmatörténeti Múzeuma - Magyar Pénzmúzeum és Látogatóközpont - Tér-kép Galéria                                    |
| 26 | Széna tér                             | 17 4-6, 39 960, 990 | - HungaroMet - HUNIVERZUM – Magyarok a világűrben élményközpont és interaktív kiállítás                                                          |
| 29 | Mechwart liget                        | 17 4-6, 11 931, 960 | - HungaroMet |
| 32 | Margit híd, budai hídfő H             | 17, 19, 41 4-6, 9, 26, 91, 191, 291, MU5 923, 931, 934, 960 | - Gül Baba Kulturális Központ és Kiállítóhely - Koreai Kulturális Központ                                                                        |
| 34 | Jászai Mari tér                       | 2, 2B, 23 75, 76 4-6, 9, 26, 91, 191, 291, MU5 923, 931, 934                                                                                                   | - Budapest Jazz Club - Országgyűlési Múzeum - Zsilip – Zsidó Élmények Lipóciában                                                                 |
| 35 | Nyugati pályaudvar M                  | 4, 6 72, 73 4-6, 9, 26, 91, 191, 291, MU1, MU5 914, 914A, 923, 931, 934, 950, 950A Budapest–Nyugati                                                            | - Fővárosi Törvényszék - Kresz Géza Mentőmúzeum                                                                                                  |
| 37 | Arany János utca M                    | 72 9 914, 914A, 931, 950, 950A | - Blinken OSA Archívum |
| 38 | Szent István Bazilika                 | 72 9, 105, 210B, MU1, MU3 914, 914A, 931, 934, 950, 950A, 979, 979A                                                                                            | |
| 41 | Deák Ferenc tér M végállomás          | 47, 48, 49 72 9, 100E, 105, 178, 210B, 216, MU1, MU3, MU4, MU7 909, 909A, 914, 914A, 931, 931A, 934, 950, 950A, 979, 979A                                      | - Deák 17 Gyermek és Ifjúsági Művészeti Galéria - Evangélikus Országos Múzeum - Földalatti Vasúti Múzeum - Magyar Zsidó Múzeum és Levéltár       |

## MU3 – Dél-pesti múzeumbusz
Útvonala
| Népliget M vá. – Hell Miksa sétány – Elnök utca – Könyves Kálmán körút – Üllői út – Kálvin tér – Múzeum körút – Károly körút – Deák Ferenc tér – Bajcsy-Zsilinszky út – Andrássy út – Dózsa György út – Damjanich utca – Rottenbiller utca – Fiumei út – Orczy tér – Kőbányai út – Könyves Kálmán körút – Üllői út – Könyves Kálmán körút – Hell Miksa sétány – Népliget M vá. |

Megállóhelyei
Az átszállási kapcsolatok és a múzeumok listája a 2025-ös eseményen érvényesek.
| 0  | Népliget M végállomás              | | - Fradi Múzeum |
| 3  | Népliget M                         | | - Fradi Múzeum |
| 5  | Nagyvárad tér M                    | 23, 24 MU4 914, 914A, 950, 950A | - MNMKK Magyar Természettudományi Múzeum |
| 6  | Semmelweis Klinikák M              | MU4 | - József Attila Emlékhely - MNMKK Magyar Természettudományi Múzeum |
| 8  | Corvin-negyed M                    | 4, 6 MU4 914, 914A, 923, 934, 950, 950A, 979, 979A | - Ráday Könyvtár – Ráday Gyűjtemény - Budapest Art Brut Galéria - Holokauszt Emlékközpont |
| 11 | Kálvin tér M                       | 47, 48, 49 72, 83 9, 15, 100E, MU4 909, 909A, 914, 914A, 934, 950, 950A, 979, 979A                                                                                 | - Bibliamúzeum – Ráday Gyűjtemény - Brody House - Ferencvárosi Helytörténeti Gyűjtemény - Golden Duck Gallery - Kisképző - Krug Művészeti Tér - MNMKK Magyar Nemzeti Múzeum - MNMKK Petőfi Irodalmi Múzeum |
| 13 | Astoria M                          | 47, 48, 49 72, 74 5, 7, 8E, 9, 107, 110, 112, 133E, MU4 907, 907A, 908, 908A, 909, 909A, 914, 914A, 916, 931, 931A, 934, 950, 950A, 956, 973, 973A, 979, 979A, 990 | - ELTE Egyetemi Könyvtár és Levéltár - Mazsihisz – Magyar Zsidó Múzeum és Levéltár - MNMKK PIM – Ady Endre Emléklakás - Vándorfény Galéria                                                                 |
| 15 | Deák Ferenc tér M                  | 47, 48, 49 72 9, 100E, 105, 178, 210B, 216, MU1, MU2, MU4, MU7 909, 909A, 914, 914A, 931, 931A, 934, 950, 950A, 979, 979A                                          | - Evangélikus Országos Múzeum - Földalatti Vasúti Múzeum - Mazsihisz – Magyar Zsidó Múzeum és Levéltár |
| 17 | Bajcsy-Zsilinszky út M             | 72 9, 105, 210B, MU1 914, 914A, 931, 934, 950, 950A, 979, 979A | - Blinken OSA Archívum |
| 18 | Opera M                            | 70, 78 105, 210B, MU1 934, 979, 979A | - Mai Manó Ház - Vasvári Pál Utcai Zsinagóga |
| 20 | Oktogon M                          | 4, 6 105, 210B, MU1 923, 934, 979, 979A | - Állambiztonsági Szolgálatok Történeti Levéltára - Bélyegmúzeum |
| 22 | Vörösmarty utca M                  | 73, 76 105, 210B, MU1 979, 979A | - Liszt Ferenc Emlékmúzeum és Kutatóközpont - Magyar Képzőművészeti Egyetem - Terror Háza Múzeum |
| 24 | Bajza utca M                       | 105, 210B, MU1 979, 979A | - Hopp Ferenc Ázsiai Művészeti Múzeum - MKE – Epreskert - Pénzügyőr- és Adózástörténeti Múzeum - Postamúzeum - Ráth György-villa / MNMKK Iparművészeti Múzeum - Walter Rózsi-villa (MÉM MDK)               |
| 26 | Benczúr utca                       | 72, 75, 79 20E, 30, 30A, 105, 210B, 230, MU1 979, 979A | - Kertész Imre Intézet - Magyar Mezőgazdasági Múzeum - Magyar Zene Háza - Műcsarnok - Néprajzi Múzeum - Szépművészeti Múzeum                                                                               |
| 27 | Damjanch utca / Dózsa György út    | 70, 74, 75, 79 30, 30A, 230, MU1 979 | - Magyar Mezőgazdasági Múzeum - Magyar Zene Háza - Néprajzi Múzeum |
| 31 | Rottenbiller utca / István utca    | 73, 74, 76 | - Állatorvos-történeti Gyűjtemény - Róth Miksa Emlékház és Gyűjtemény |
| 33 | Munkás utca                        | 23, 24 73, 76, 78, 79, 80 5, 7, 7E, 8E, 20E, 30, 30A, 110, 112, 133E, 230 907, 907A, 908, 908A, 931, 931A, 956, 973, 973A, 990 Budapest–Keleti                     | - Gyémánt Út Buddhista Közösség |
| 35 | Dologház utca                      | 23, 24 | - Fiumei úti sírkert - Rendőrmúzeum |
| 38 | Kőbányai út / Könyves Kálmán körút | 1, 28 9 901, 909, 909A, 918 | |
| 42 | Népliget M végállomás              | 1 83 901, 914, 914A, 918, 950, 950A Helyközi és távolsági járatok                                                                                                  | - Fradi Múzeum |

## MU4 – Törley múzeumbusz
Útvonala
| Deák Ferenc tér felé |
| Savoyai Jenő tér (Törley tér) vá. – Törley tér – Anna utca – Savoyai Jenő tér – Leányka utca – felüljáró – Kitérő út – Hunyadi János út – Budafoki út – Dombóvári út – Pázmány Péter sétány – Goldmann György tér – Irinyi József utca – Petőfi híd – Boráros tér – Közraktár utca – Salkaházi Sára rakpart – Fővám tér – Vámház körút – Kálvin tér – Múzeum körút – Károly körút – Deák Ferenc tér M mh. |
| Savoyai Jenő tér (Törley tér) felé |
| Deák Ferenc tér M mh. – Károly körút – Deák Ferenc tér – Károly körút – Múzeum körút – Üllői út – Haller utca – Soroksári út – Komor Marcell utca – Lechner Ödön fasor – Rákóczi híd – Pázmány Péter sétány – Dombóvári út – Budafoki út – Hunyadi János út – Kitérő út – felüljáró – Leányka utca – Törley tér – Savoyai Jenő tér (Törley tér) vá.                                                       |

Megállóhelyei
Az átszállási kapcsolatok és a múzeumok listája a 2025-ös eseményen érvényesek.
| 0  | Savoyai Jenő tér (Törley tér) végállomás | | - Törley Gyűjtemény és Látogatóközpont |
| 8  | Budafoki út / Dombóvári út               | 1 33, 107, 133E, 154 901 | |
| 12 | Egyetemváros – A38 hajóállomás           | | - ELTE Természetrajzi Múzeum |
| 16 | Boráros tér H                            | 2, 2B, 4, 6, 23 15, 54, 55, 212, 223E, 224 918, 923, 934, 979, 979A                                                                                                | - Assisi Szent Ferenc-plébániatemplom - Unicum Ház |
| 18 | Zsil utca                                | 2, 2B, 23 15 83 934, 979, 979A | - Bibliamúzeum – Ráday Gyűjtemény - HM Hadtörténeti Intézet és Múzeum |
| 20 | Fővám tér M                              | 2, 2B, 23, 47, 48, 49 83 15 934, 979, 979A | - Krug Művészeti Tér |
| 22 | Kálvin tér M                             | 47, 48, 49 9, 15, 100E, MU3 72, 83 909, 909A, 914, 914A, 934, 950, 950A, 979, 979A                                                                                 | - Bibliamúzeum – Ráday Gyűjtemény - Brody House - Ferencvárosi Helytörténeti Gyűjtemény - Golden Duck Gallery - Kisképző - Krug Művészeti Tér - MNMKK Magyar Nemzeti Múzeum - MNMKK Petőfi Irodalmi Múzeum |
| 24 | Astoria M                                | 47, 48, 49 5, 7, 8E, 9, 107, 110, 112, 133E, MU3 72, 74 907, 907A, 908, 908A, 909, 909A, 914, 914A, 916, 931, 931A, 934, 950, 950A, 956, 973, 973A, 979, 979A, 990 | - ELTE Egyetemi Könyvtár és Levéltár - Mazsihisz – Magyar Zsidó Múzeum és Levéltár - MNMKK PIM – Ady Endre Emléklakás - Vándorfény Galéria                                                                 |
| 26 | Deák Ferenc tér M vonalközi végállomás   | 47, 48, 49 72 9, 100E, 105, 178, 210B, 216, MU1, MU2, MU3, MU7 909, 909A, 914, 914A, 931, 931A, 934, 950, 950A, 979, 979A                                          | - Evangélikus Országos Múzeum - Földalatti Vasúti Múzeum - Mazsihisz – Magyar Zsidó Múzeum és Levéltár |
| 29 | Deák Ferenc tér M                        | 47, 48, 49 72 9, 100E, 105, 178, 210B, 216, MU1, MU2, MU3, MU7 909, 909A, 914, 914A, 931, 931A, 934, 950, 950A, 979, 979A                                          | - Evangélikus Országos Múzeum - Földalatti Vasúti Múzeum - Mazsihisz – Magyar Zsidó Múzeum és Levéltár |
| 31 | Astoria M                                | 47, 48, 49 5, 7, 8E, 9, 107, 110, 112, 133E, MU3 72, 74 907, 907A, 908, 908A, 909, 909A, 914, 914A, 916, 931, 931A, 934, 950, 950A, 956, 973, 973A, 979, 979A, 990 | - ELTE Egyetemi Könyvtár és Levéltár - Mazsihisz – Magyar Zsidó Múzeum és Levéltár - MNMKK PIM – Ady Endre Emléklakás - Vándorfény Galéria                                                                 |
| 33 | Kálvin tér M                             | 47, 48, 49 9, 15, 100E, MU3 72, 83 909, 909A, 914, 914A, 934, 950, 950A, 979, 979A                                                                                 | - Bibliamúzeum – Ráday Gyűjtemény - Brody House - Ferencvárosi Helytörténeti Gyűjtemény - Golden Duck Gallery - Kisképző - Krug Művészeti Tér - MNMKK Magyar Nemzeti Múzeum - MNMKK Petőfi Irodalmi Múzeum |
| 36 | Corvin-negyed M                          | 4, 6 MU3 914, 914A, 923, 934, 950, 950A, 979, 979A | - Ráday Könyvtár – Ráday Gyűjtemény - Budapest Art Brut Galéria - Holokauszt Emlékközpont |
| 38 | Semmelweis Klinikák M                    | MU3 | - József Attila Emlékhely - MNMKK Magyar Természettudományi Múzeum |
| 40 | Nagyvárad tér M                          | MU3 23, 24 914, 914A, 950, 950A | - MNMKK Magyar Természettudományi Múzeum |
| 42 | Haller utca / Mester utca                | 2B, 23, 24, 51A | - József Attila Emlékhely |
| 44 | Haller utca / Soroksári út               | 54, 55, 223E, 224 2, 2B, 23, 24 918, 923, 934, 979, 979A | - Unicum Ház |
| 47 | Müpa – Nemzeti Színház H                 | 54, 55, 224 1, 2, 24 918, 923, 934, 979, 979A | - Ludwig Múzeum – Kortárs Művészeti Múzeum |
| 50 | Infopark (Pázmány Péter sétány)          | 1 107, 154 901 | - ELTE Természetrajzi Múzeum |
| 52 | Budafoki út / Dombóvári út               | 1 33, 107, 133E, 154 901 | |
| 65 | Savoyai Jenő tér (Törley tér) végállomás | 47 33, 58, 114, 133E, 141, 213, 250, 251, 251A 941, 973, 973A | - Törley Gyűjtemény és Látogatóközpont |

## MU5 – Óbudai múzeumbusz
Útvonala
| Záhony utca felé |
| Nyugati pályaudvar M vá. – Puczi Béla tér – Szent István körút – Margit híd – Árpád fejedelem útja – Szépvölgyi út – Folyondár utca – Mátyáshegyi út – Kolostor út – Remetehegyi út – Folyondár utca – Szépvölgyi út – Árpád fejedelem útja – Tavasz utca – Flórián tér – Szentendrei út – Záhony utca mh. |
| Nyugati pályaudvar felé |
| Záhony utca mh. – Szentendrei út – Pók utca – Szentendrei út – Flórián tér – Vörösvári út – Bécsi út – Vörösvári út – Flórián tér – Serfőző utca – Árpád fejedelem útja – Szépvölgyi út – Folyondár utca – Mátyáshegyi út – Kolostor út – Remetehegyi út – Folyondár utca – Szépvölgyi út – Lajos utca – Árpád fejedelem útja – Bem rakpart – Lipthay utca – Margit híd – Szent István körút – Váci út – Nyugati pályaudvar M vá. |

Megállóhelyei
Az átszállási kapcsolatok és a múzeumok listája a 2025-ös eseményen érvényesek.
| 0  | Nyugati pályaudvar M végállomás       | 36 | 4-6, 9, 26, 91, 191, 291, MU1, MU2 4, 6 72, 73 914, 914A, 923, 931, 934, 950, 950A Budapest–Nyugati | - Fővárosi Törvényszék - Kresz Géza Mentőmúzeum |
| 2  | Jászai Mari tér                       | 34 | 4-6, 9, 26, 91, 191, 291, MU2 2, 2B, 23 75, 76 923, 931, 934                                        | - Budapest Jazz Club - Országgyűlési Múzeum - Zsilip – Zsidó Élmények Lipóciában |
| 4  | Margit híd, budai hídfő H             | 31 | 4-6, 9, 26, 91, 191, 291, MU2 17, 19, 41 923, 931, 934, 960                                         | - Gül Baba Kulturális Központ és Kiállítóhely - Koreai Kulturális Központ |
| ∫  | Kolosy tér                            | 28 | 9, 29, 65, 65A, 165 17, 19, 41 923, 934, 960                                                        | |
| 12 | Remetehegyi út                        | 25 | 165                                                                                                 | - BTM Kiscelli Múzeum |
| 15 | Kolosy tér                            | 22 | 9, 29, 65, 65A, 165 17, 19, 41 923, 934, 960                                                        | |
| 17 | Tímár utca H                          | 19 | 29                                                                                                  | - Goldberger Textilipari Gyűjtemény |
| 19 | Szentlélek tér H (↓) Serfőző utca (↑) | 17 | 29, 34, 106, 118, 134, 137, 218, 237 1 901, 918                                                     | - BTM Budapest Galéria - MNMKK Magyar Kereskedelmi és Vendéglátóipari Múzeum - MNMKK PIM Kassák Múzeum - Óbudai Múzeum - Óbudai Zsinagóga - Varga Imre Gyűjtemény - Vasarely Múzeum |
| ∫  | Bécsi út / Vörösvári út               | 13 | 137, 160, 218, 237, 260 1, 17, 19, 41 901, 918, 937, 960 Helyközi buszok                            | - Polaris Csillagvizsgáló |
| ∫  | Záhony utca                           | 2  | 34, 106, 134 923, 934                                                                               | - BTM Aquincumi Múzeum és Régészeti Park |
| 26 | Záhony utca végállomás                | 0  | 34, 106, 134 923, 934                                                                               | - BTM Aquincumi Múzeum és Régészeti Park |

## MU6 – Budavári múzeumbusz
Útvonala
| Dísz tér felé |
| Széll Kálmán tér M vá. – Várfok utca – Ostrom utca – Bécsi kapu tér – Nándor utca – Kapisztrán tér – Országház utca – Szentháromság tér – Tárnok utca – Dísz tér vá. |
| Széll Kálmán tér felé |
| Dísz tér vá. – Tárnok utca – Szentháromság tér – Hess András tér – Fortuna utca – Bécsi kapu tér – Ostrom utca – Várfok utca – Széll Kálmán tér M vá.                |

Megállóhelyei
Az átszállási kapcsolatok és a múzeumok listája a 2025-ös eseményen érvényesek.
| 0 | Széll Kálmán tér M végállomás | 5 | 5, 16, 21, 22, 22A, 39, 91, 102, 128, 129, 139, 140, 149, 155, 156, 221, 222, MU2 4, 6, 17, 56A, 59, 59A, 61 916, 922, 922B, 956, 960, 990 Helyközi buszok | - Magyar Katonai Térképészet Szakmatörténeti Múzeuma - Magyar Pénzmúzeum és Látogatóközpont - Tér-kép Galéria                                    |
| 2 | Bécsi kapu tér                | 2 | 16 916 | - Budavári Zsinagóga - Magyar Nemzeti Levéltár Országos Levéltára - Zenetörténeti Múzeum                                                         |
| 2 | Kapisztrán tér                | ∫ | 16 916 | |
| 4 | Szentháromság tér             | 1 | 16 916 | - Sziklakórház Atombunker Múzeum - Zenetörténeti Múzeum                                                                                          |
| 5 | Dísz tér                      | ∫ | 16, MU2, MU7 916 | - MNMKK SOM Arany Sas Patikamúzeum - BTM Vármúzeum - Magyar Nemzeti Galéria - MNMKK Országos Széchényi Könyvtár - Sziklakórház Atombunker Múzeum |
| 5 | Dísz tér végállomás           | 0 | 16, MU2, MU7 916 | - MNMKK SOM Arany Sas Patikamúzeum - BTM Vármúzeum - Magyar Nemzeti Galéria - MNMKK Országos Széchényi Könyvtár - Sziklakórház Atombunker Múzeum |

## MU7 – Várkert Bazár múzeumbusz
Útvonala
| Deák Ferenc tér M vá. – Erzsébet tér – József Attila utca – Széchenyi István tér – Széchenyi lánchíd – Clark Ádám tér – Hunyadi János út – Dísz tér – Palota út – Dózsa György tér – Attila út – Krisztina körút – Apród utca – Ybl Miklós tér – Várkert Bazár mh. – Ybl Miklós tér – Lánchíd utca – Clark Ádám tér – Széchenyi lánchíd – Széchenyi István tér – József Attila utca – Deák Ferenc tér M vá. |

Megállóhelyei
Az átszállási kapcsolatok és a múzeumok listája a 2025-ös eseményen érvényesek.
| 0  | Deák Ferenc tér M végállomás          | | - Blinken OSA Archívum - Evangélikus Országos Múzeum - Földalatti Vasúti Múzeum - Mazsihisz – Magyar Zsidó Múzeum és Levéltár                    |
| 2  | Széchenyi István tér                  | 2, 2B, 23 15, 105, 178, 210B, 216, MU1, MU2                                                                            | - MMKM Kossuth hajó |
| 3  | Clark Ádám tér                        | 16, 105, 178, 210B, 216, MU2 19, 41 916, 990                                                                           | |
| 5  | Halászbástya (Schulek Frigyes lépcső) | 16, 216, MU2 916 | |
| 6  | Dísz tér                              | 16, 16A, 216, MU2, MU6, MU7 916                                                                                        | - MNMKK SOM Arany Sas Patikamúzeum - BTM Vármúzeum - Magyar Nemzeti Galéria - MNMKK Országos Széchényi Könyvtár - Sziklakórház Atombunker Múzeum |
| 7  | Tábor utca                            | 16, 216, MU2 916 | - Sziklakórház Atombunker Múzeum |
| 9  | Palota út, gyorslift                  | 16, 216, MU2 916 | |
| 10 | Dózsa György tér                      | 5, 16, 178, 216, MU2 56A 916, 956                                                                                      | |
| 13 | Várkert Bazár                         | 19, 41 916, 990 | - MNMKK PIM Mesemúzeum és Kortárs Történetalkotó Műhely - MNMKK Semmelweis Orvostörténeti Múzeum - Virág Benedek Ház                             |
| 15 | Clark Ádám tér                        | 16, 105, 178, 210B, 216, MU2 19, 41 916, 990                                                                           | - Hagyományok Háza |
| 16 | Széchenyi István tér                  | 2, 2B, 23 15, 105, 178, 210B, 216, MU1, MU2                                                                            | - MMKM Kossuth hajó |
| 19 | Deák Ferenc tér M végállomás          | 47, 48, 49 9, 100E, 105, 178, 210B, 216, MU1, MU2, MU3, MU4 909, 909A, 914, 914A, 931, 931A, 934, 950, 950A, 979, 979A | - Blinken OSA Archívum - Evangélikus Országos Múzeum - Földalatti Vasúti Múzeum - Mazsihisz – Magyar Zsidó Múzeum és Levéltár                    |